# Autobahnkreuz

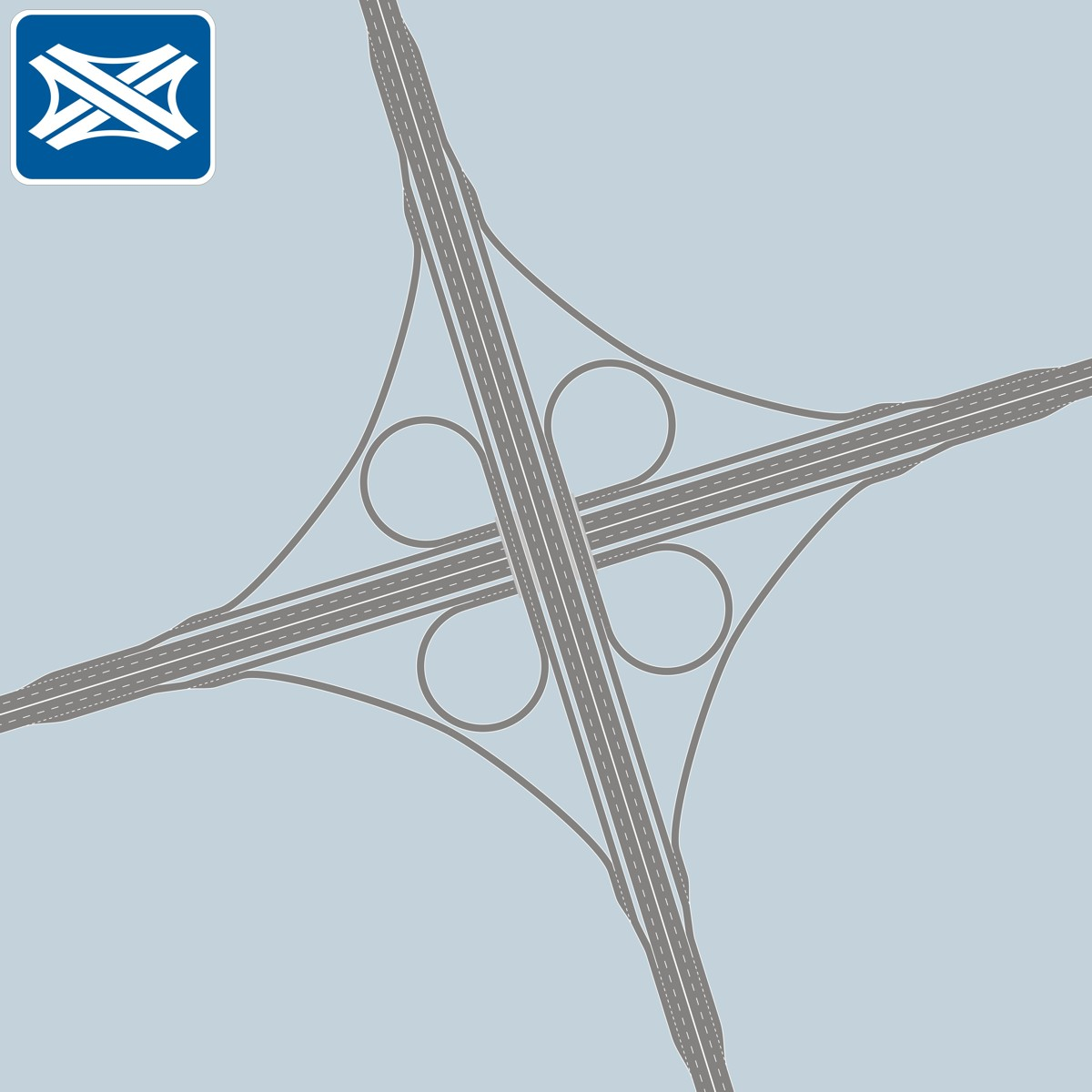
Autobahnkreuz in Kleeblatt-Form

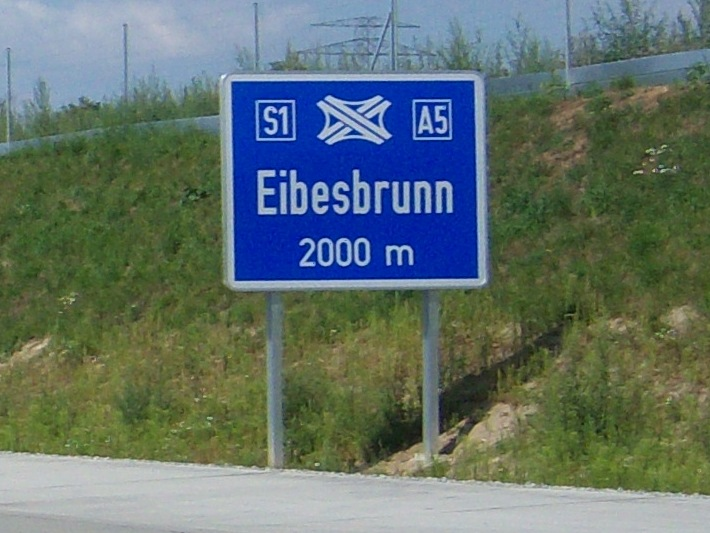
Ankündigung eines Autobahnknotens in Österreich

Ein Autobahnkreuz (Symbol in Deutschland und Österreich: ) ist ein planfreier Knotenpunkt mit zumeist zwei sich kreuzenden Autobahnen, allgemeiner mit mindestens vier verknüpften Autobahnarmen.

## Grundsätzliches
Im deutschen Autobahnnetz gibt es 138 Autobahnkreuze. Mindestens vierarmige Autobahnknotenpunkte werden dort als Autobahnkreuz, dreiarmige als Autobahndreieck oder Autobahngabelung bezeichnet. Dabei werden Arme, die sich nicht als durchgehende Straße fortsetzen, sondern mit dem Charakter einer Anschlussstelle lediglich eine untergeordnete Straße anbinden, nicht mitgezählt. Daher wird ein Gebilde, das baulich einem vierarmigen Autobahnkreuz entspricht, nur als Autobahndreieck bezeichnet, sobald es einen derartigen Arm aufweist. Ein Beispiel hierfür ist das Autobahndreieck Jackerath, dessen nordwestlicher Arm als Anschlussstelle in einen Kreisverkehr mündet. Sind zwei derartige Arme vorhanden, spricht man nur noch von einer Anschlussstelle. Beispiel hierfür war das Autobahnkreuz Leipzig-Süd, das bis zum Umbau und Aufstufung der autobahnähnlichen Straße B 2 zur Autobahn A 72 als Anschlussstelle gewidmet wurde. Das Wilhelmshavener Kreuz bindet nur eine autobahnähnliche Bundesstraße an und ist eines der aus Altlasten verbliebenen Gegenbeispiele. In Nordrhein-Westfalen werden hingegen wie in weiteren Bundesländern nach einem Erlass des Landesverkehrsministeriums von 2004 solche Kreuze sukzessive in Anschlussstellen umbenannt. Das Kreuz-Symbol verschwindet und die wegweisende Beschilderung wird gelb anstatt blau. Die Bezeichnung Autobahnkreuz ist heute fast vollständig von Ankündigungsschildern verschwunden und wird durch Kreuz ersetzt. Die ehemals exklusiv bei Autobahnkreuzen genutzten Bauformen werden heute zunehmend auch für die Verknüpfung mit oder unter autobahnähnlichen Straßen genutzt.
Die Begriffe Kreuz und Dreieck werden in Österreich und der Schweiz nicht verwendet. In Österreich werden die 36 existierenden Autobahnkreuze, -dreiecke und -gabelungen als Knoten bezeichnet. In der Schweiz werden sie zusammenfassend Verzweigung genannt. Autobahnkreuze in der Schweiz im Sinne der deutschen Definition sind die Verzweigungen Limmattal, Brüttisellen sowie Reichenburg.
In Deutschland, Österreich, der Schweiz sowie den Benelux-Staaten haben Anschlussstellen und Autobahnkreuze Namen. Für letztere gilt das in Frankreich dagegen meistens nicht. Dort wird auf den Schildern nur angezeigt, welche Autobahnen sich kreuzen.

## Allgemeines Funktionsprinzip
Autobahnkreuze sind so konzipiert, dass sowohl kreuzender als auch rechts- oder linksabbiegender Verkehr ohne verkehrsbedingten Halt das Kreuz passieren kann. Dadurch werden Unfälle und Staus vermieden. Gleichzeitig können alle Verkehrsteilnehmer, insbesondere auch der abbiegende Verkehr, eine relativ hohe Fahrgeschwindigkeit beibehalten.
Bei zwei sich kreuzenden Straßen, die jeweils in beide Richtungen befahrbar sind, sind acht Verbindungsrampen notwendig, um vollständig höhenfrei aus jeder Richtung in jede weiterführende Richtung gelangen zu können.

## Bauteile

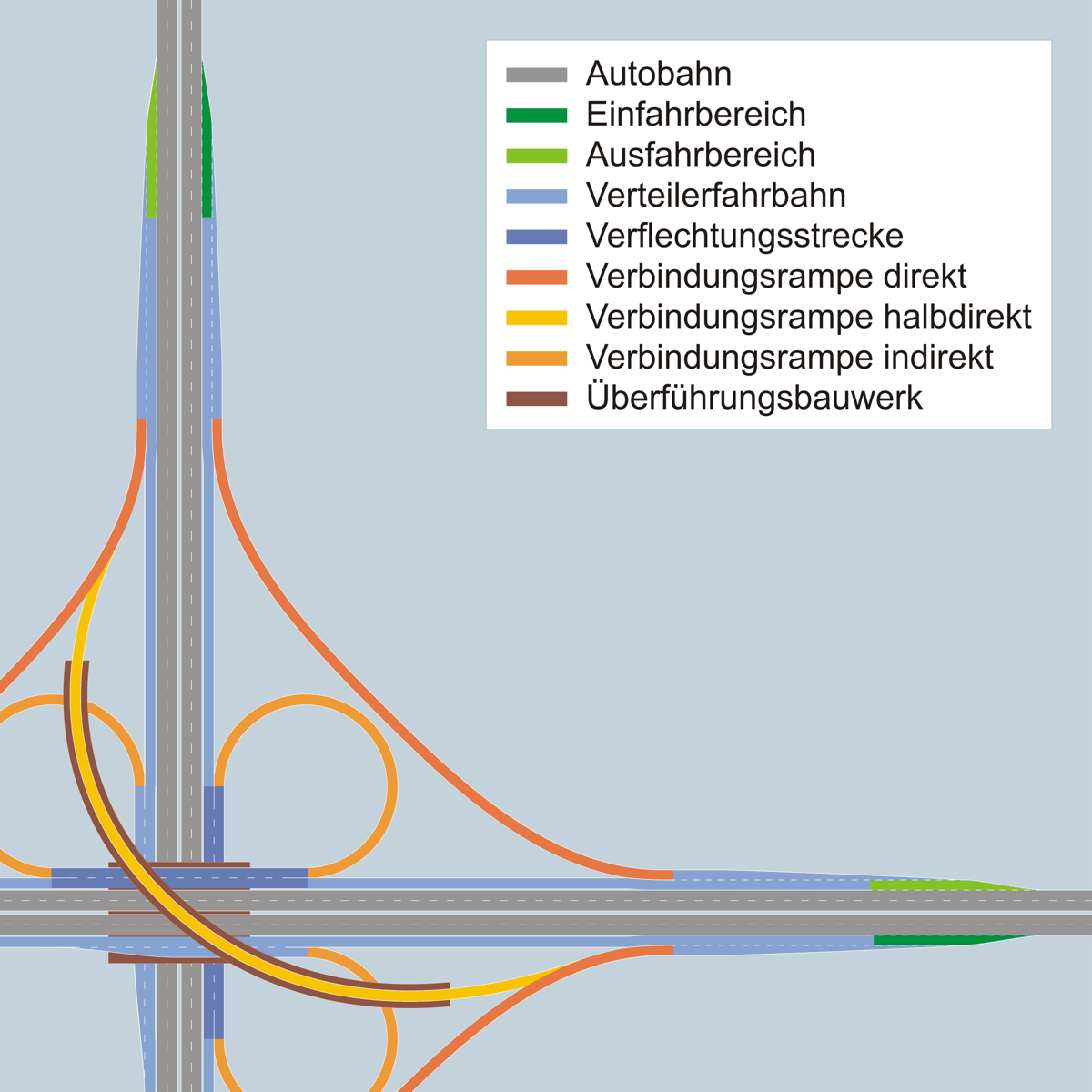
Bauteile eines Autobahnkreuzes

Ein Kreuz weist je nach Bauart folgende Teile auf:

### Ein- und Ausfahrbereiche
Der Einfahrbereich (Einfahrt) auf die Autobahn besteht aus dem Beschleunigungsstreifen und verbindet die Verteilerfahrbahn bzw. die Verbindungsrampe mit der Autobahn. Analog dazu besteht der Ausfahrbereich (Ausfahrt) aus dem Verzögerungsstreifen. Normalerweise besitzt jede Richtungsfahrbahn jeweils einen Ein- und Ausfahrbereich. Diese Bereiche sind so angelegt, dass der Verkehr auf der Autobahn möglichst wenig beeinträchtigt wird. Durch die Möglichkeit der Beschleunigung bzw. Abbremsung auf den Ein- und Ausfahrbereichen können die Fahrzeuge jederzeit dem Verkehrsfluss angepasst auf der Autobahn fahren.
Einfahrten, die die Anzahl der durchgehenden Fahrstreifen vermehren, bewirken eine Fahrstreifenaddition (Spuraddition). Im Gegenzug dazu wird eine Verminderung der durchgehenden Fahrstreifen bei Ausfahrten als Fahrstreifensubtraktion (Spursubtraktion) bezeichnet.

### Verteilerfahrbahn
Die Verteilerfahrbahnen stellen die Verbindung zwischen den Ein- bzw. Ausfahrbereichen und den Verbindungsrampen her. Sie sind notwendig, damit nur jeweils eine Ein- und Ausfahrt auf der Autobahn vorhanden ist, wodurch die Verkehrssicherheit und die Leistungsfähigkeit des Autobahnknotens erhöht werden. Normalerweise zweigen von einer Verteilerfahrbahn mindestens zwei Verbindungsrampen ab. Nur in speziellen Fällen existiert keine Verteilerfahrbahn, weil der Knotenpunkt mehrere Ein- oder Ausfahrbereiche besitzt oder nur eine Verbindung in eine Richtung vorhanden ist. Das Kleeblatt hat die aufwändigste Bauweise, mit jeweils zwei abgehenden und auftreffenden Rampen sowie einer Ein- und Ausfahrt.

### Verbindungsrampen
Die Aus- und Einfahrten werden mittels Verbindungsrampen miteinander verbunden. Dabei wird bei den drei Grundformen zwischen einer direkten, halbdirekten und indirekten Verbindungsrampe unterschieden, die ausschlaggebend für die Bauform des Autobahnkreuzes sind. Allerdings werden auch alternative Bezeichnungen verwendet, was insbesondere bei der Direktrampe für Verwirrung sorgen kann:
| Bezeichnung hier und im Artikel Verbindungsrampe | Alternativer Name           | Merkmale |
| ------------------------------------------------ | --------------------------- | --- |
| Direkte Rampe                                    | Tangential-, Tangentenrampe | Es werden keine weiteren Fahrbahnen gekreuzt. Die Richtungsänderung wird direkt vollzogen. Beim rechtwinkligen Kreuz beträgt die Kurve nicht mehr als 90 Grad.                                         |
| Halbdirekte Rampe                                | Overfly, Direktrampe        | Es werden weitere Fahrbahnen gekreuzt. Die Richtungsänderung wird über leichte „Umwege“ erreicht. Beim rechtwinkligen Kreuz beträgt die Kurve mehr als 90, aber weniger als 180 Grad.                  |
| Indirekte Rampe                                  | Schleifenrampe, Ohr         | Die Richtungsänderung wird durch eine entsprechend lang anhaltende Kurve in Gegenrichtung erreicht (also Linksabbiegen durch lange Rechtskurve). Beim rechtwinkligen Kreuz beträgt die Kurve 270 Grad. |

### Verflechtungsstrecken

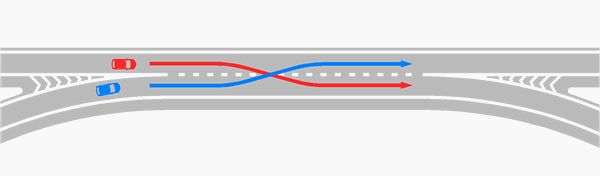
Verflechtungsstrecke mit überkreuzenden Verkehrsströmen

Auf Verflechtungsstrecken kreuzen sich Einfahr- und Ausfahrverkehr eines Autobahnkreuzes: Von rechts kommt der Verkehr einer Verbindungsrampe (im Bild blau) und wechselt nach links auf die durchgehende Fahrbahn, auf derselben Strecke wechselt Verkehr von der durchgehenden Fahrbahn (im Bild rot) auf den rechten Fahrstreifen, um an der nächsten Rampe abzufahren.
Verflechtungsstrecken an Autobahnkreuzen sind üblicherweise um 100 bis 150 Meter lang und bilden bei hohem Verkehrsaufkommen Unfallschwerpunkte, da sich die Abstände der Einzelfahrzeuge im Durchdringungsbereich der verflochtenen Verkehrsströme stark verringern (bei gleichmäßigem Tempo auf die Hälfte des vorher eingehaltenen Abstandes minus eine Fahrzeuglänge).
Kurze Verflechtungen können nur zwischen zwei einstreifigen Fahrbahnen erfolgen, mehrstreifige Fahrbahnen benötigen eine Parallelentflechtung.

### Überführungsbauwerke
Die planfreie Ausführung von Knotenpunkten ist nur mit Hilfe von Überführungsbauwerken (Brückenbauwerken) zu realisieren. Sie sind der größte Kostenfaktor bei einem Autobahnkreuz und daher ein wichtiger Aspekt bei der Wahl der Bauform. Neben der Anzahl der notwendigen Bauwerke sind auch die Spannweite, Länge und Höhe relevant. Einfache Überführungen überbrücken lediglich eine Fahrbahn, während sehr aufwändige Bauwerke mehrere Fahrbahnen tragen und überbrücken können und sogar zur Überquerung mehrerer anderer Überführungsbauwerke dienen können.

### Verkehrsinseln
Die Flächen zwischen den verschiedenen Fahrbahnen und Verbindungsrampen werden als Verkehrsinseln bezeichnet, die in der Regel mit Wald, Tümpeln und/oder Wiese bestückt sind, bzw. wird beim Bau von Autobahnkreuzen in jenen Bereichen der ursprüngliche Naturbestand nach Möglichkeit beibehalten. In manchen Fällen sind hier Autobahnpolizei und -Meisterei untergebracht.

## Bauformen
Es existieren verschiedene Grundformen von Autobahnkreuzen, die sich in folgenden Aspekten unterscheiden:
- Raumbedarf (in Fläche und Höhe)
- Leistungsfähigkeit – sie ergibt sich aus den beim Wechsel der Autobahn möglichen Fahrgeschwindigkeiten sowie stauträchtigen Hindernissen wie Verflechtungsstrecken
- Bau- und Unterhaltungskosten durch Aufwand oder Anzahl der erforderlichen Brückenbauwerke.

Dabei ist die Situation für die Geradeausfahrt und das Rechtsabbiegen (bei Rechtsverkehr) relativ unproblematisch und einheitlich. Das Abbiegen über die Gegenrichtung erfordert immer baulichen Aufwand, die maßgeblichen Unterschiede der Standardformen liegen in der Lösung dieses Problems. Auch der Winkel, in dem sich die Autobahnen kreuzen, ist wesentlich für die gewählte Bauform. Die „reinen“ Grundformen existieren nur bei rechtwinkliger Kreuzung und freiem Gelände. Je nach Gegebenheiten sind Mischformen oder Spezialformen erforderlich, wie z. B. Sonnborner Kreuz oder Autobahnkreuz Kaiserberg.
Die verschiedenen Bauformen werden zur vereinfachten Typisierung mit Bezeichnungen versehen, die sich von der Form ableiten, die diese Verkehrsbauwerke von oben gesehen aufweisen.

### Kleeblatt

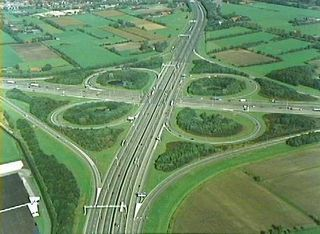
Kleeblattkreuz Hoevelaken, Niederlande

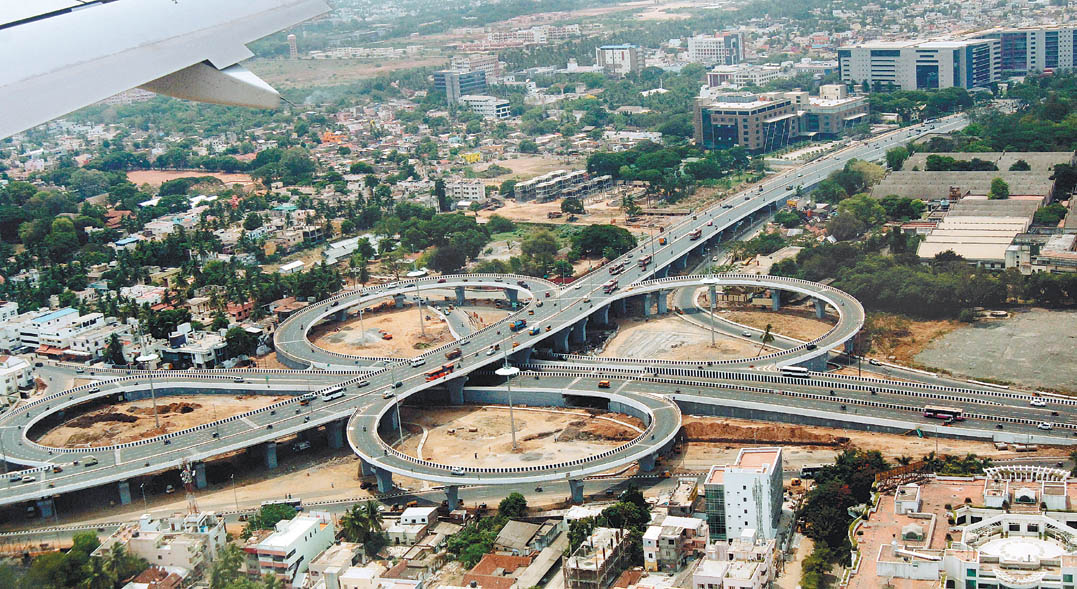
Schwebendes Kleeblatt: Autobahnkreuz Kathipara in Chennai, Indien, gebaut zwischen 2006 und 2009,

Das Kleeblatt ist die älteste Form, weltweit verbreitet und in Deutschland die häufigste. Ein solches Kreuz besteht aus vier direkten Rampen zum Rechtsabbiegen (auch Raute genannt) und vier Dreiviertelkreisbögen, den sogenannten Ohren, zum indirekten Linksabbiegen. Es benötigt relativ wenig Fläche und nur ein einziges, obendrein relativ kurzes Brückenbauwerk, da die Verbindungsrampen weder einander noch die Fahrbahnen kreuzen und daher (sofern keine weiteren Verkehrswege den Knotenpunkt durchlaufen) ohne Brücken auskommen.
Ein Kleeblattkreuz ermöglicht jeden beliebigen Fahrtrichtungswechsel, einschließlich Wenden. Letzteres ist möglich, indem zwei aufeinanderfolgende Ohren durchfahren werden. Entsprechend ist zusätzlich zum direkten Rechtsabbiegen ein indirektes Rechtsabbiegen durch das Durchfahren von drei Ohren möglich.
Nachteil von Kleeblatt-Kreuzen ist ihre geringe Leistungsfähigkeit. Die Leistungsgrenzen entstehen erstens aus den engen Radien der Ohren von typisch 40 bis 50 Meter, die relativ langsam durchfahren werden müssen, und zweitens durch die notwendigen Verflechtungsstrecken zwischen den Ohren und deren Kürze. Hier kommt es zu systematischer Unterschreitung der Sicherheitsabstände zwischen den Fahrzeugen sowie zu Bremsvorgängen zum Einordnen, was bei hoher Auslastung schnell zu Rückstau führt. Diesem Nachteil wird beispielsweise am Frankfurter Kreuz, das in dieser Bauform konzipiert wurde, dadurch begegnet, dass die Ein- und Ausfahrten der Rampen nicht ineinander übergehen, sondern durch weitere Brückenbauwerke voneinander getrennt sind.
Um die Verflechtung vom fließenden Verkehr fernzuhalten, wird abbiegender Verkehr auf separaten Verflechtungsstrecken geführt, was jedoch das Brückenbauwerk vergrößert und verteuert. Wird ein Kleeblatt nachträglich entflochten, kann die ursprüngliche Verflechtung als jeweiliger weiterer Fahrstreifen  genutzt werden.

#### Modifikationen

Vergrößertes Ohr für höhere Geschwindigkeit (angewandt z. B. bei den Autobahnkreuzen Hagen und Osnabrück-Süd)
Entflochtenes Kleeblatt zur Reduktion der Zahl der Fahrstreifenwechsel (verwendet u. a. in Frankfurt, Köln-West und Aachen)
Kleeblatt mit Hilfsrampen, um nachträglich auszufahren, falls auf der Verflechtung kein Fahrbahnwechsel möglich war (verwendet in Moskau am MKAD)
Verlängerte Verflechtungsstreifen – bezogen auf die Größe der Ohren – wurden bereits in den 1930er Jahren gebaut; heute zu finden an den Autobahnkreuzen Wismar und Uckermark
Durchgeführtes halbes Kleeblatt: ein unvollständiges Kreuz mit nur vier Rampen (angewandt am Autobahndreieck Darmstadt)
Kleeblatt mit mehrstreifiger halbdirekter Rampe (z. B. Alzey, nachgerüstet u. a. in Kamen und Stuttgart)
Kleeblatt mit halbdirekten Rampen (Bauform des Autobahnkreuzes Oberhausen-West)
Kleeblatt mit halbdirekten Rampen und innenliegender direkter Rampe
Mischform aus Kleeblatt und Malteserkreuz, zu finden etwa am Schönefelder Kreuz
Mischform aus Kleeblatt und Malteserkreuz mit redundanten Rampen
Kleeblatt mit Linksanschluss, in der östlichen Hälfte der USA benutzt

#### Kleeblatt mit einer halbdirekten Rampe
Das Kamener Kreuz ist seit dem 25. August 2009 ein Kleeblatt mit einer halbdirekten Rampe. Dies wurde nötig, da der Verkehr zwischen Hannover und Köln stark zugenommen hatte und es täglich zu Staus und Unfällen gekommen war. Bis dahin war das Autobahnkreuz ein klassisches Kleeblatt. Das Autobahnkreuz Stuttgart, das Autobahnkreuz Münster-Süd und das Autobahnkreuz Neufahrn sind prinzipgleich. Die halbdirekte Rampe benötigt zwei weitere Überwerfungen, sie ist (wie die Gegenrichtung) zweistreifig ausgeführt. Es entstehen eine Kapazitätserweiterung in einer Gabelung sowie eine teilweise Entflechtung.

#### Durchgeführtes halbes Kleeblatt
Hierbei handelt es sich um ein unvollständiges Kreuz. Es hat nur vier Rampen und ist eine Halbanschlussstelle der Autobahnkreuze. Es sind folglich nicht alle Richtungen befahrbar. Verwendung findet diese Bauform, wenn sich in der Nähe weitere Verkehrsknoten befinden, die den Bedarf der fehlenden Richtungen abdecken.

#### Kleeblatt mit innenliegenden halbdirekten Rampen

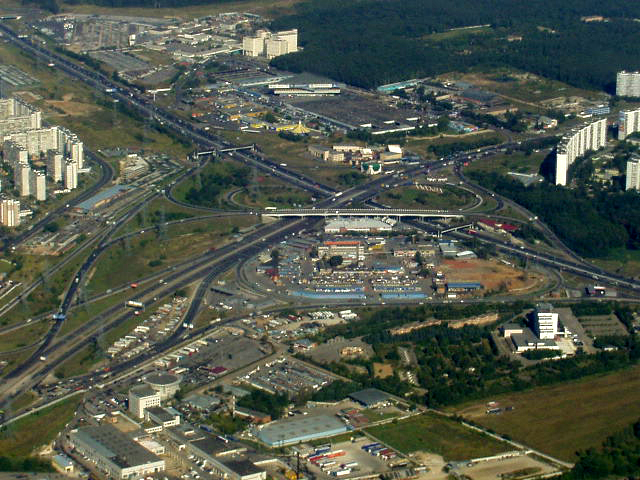
Kleeblatt mit zwei halbdirekten Rampen auf dem Moskauer Autobahnring MKAD

Eine Sonderform aus ½-Kleeblatt, ¼-Turbine und ¼-Malteser ist eine auf die Brückenflächen kostenoptimierte Bauform. Hier wird durch zwei weitere Überwerfungen Platz gespart. Prinzipiell besteht ein solches Kreuz aus zwei Autobahngabelungen, deren Überwerfungen mitbenutzt werden und deren restliche Rampen als Kleeblatt ausgeführt sind. Es verbleiben zwei diagonal gegenüberliegende Ohren. Zwei halbdirekte Rampen, die parallel verlaufen, benutzen gemeinsame Überwerfungen. In diesem Abschnitt herrscht dann scheinbar Linksverkehr. Durch das Ersetzen der anderen zwei Ohren entsteht ein vollständig entflochtener Verkehrsfluss, dessen Leistungsoptimum neben den geradeaus durchlaufenden Richtungen auf den Gabelungen liegt. Das Autobahnkreuz Oberhausen-West und der Autobahnknoten Graz-West haben diese Bauform. Sie bietet sich in Oberhausen an, da der Westarm nach Südwesten verläuft, ebenso in Graz aufgrund des spitzen Kreuzungswinkels. Die antiparallel verlaufenden Rampen können einen Blendschutzzaun notwendig machen.
Im Großraum St. Louis, USA kreuzen sich auf der historischen Route 66 die heute zusammengeführten Interstates 55 und 70 mit Interstate 255, bei 38° 40′ 22″ N, 90° 1′ 47″ W in leitplankenloser Bauform als sogenannter Cloverstack und in Flint, Michigan die Interstates 69 und 75 bei 42° 59′ 5″ N, 83° 44′ 0″ W. In Großbritannien bei Wokingham, westlich von London, ca. 10 km vor Reading kreuzt sich die M4 mit der A329 bei 51° 25′ 52″ N, 0° 51′ 18″ W und bei Uxbridge die M25 mit der M40 auf 51° 33′ 39″ N, 0° 31′ 53″ W in Linksverkehr. Im Süden von Moskau kreuzen sich bei 55° 34′ 34″ N, 37° 35′ 48″ O MKAD Vnutrennyaya Storona und Varshavskoye shosse. In Japan, südlich von Tokio, im Westen von Yokohama kreuzt sich der Yokohama New Way mit dem Hodogaya Bypass bei 35° 27′ 1″ N, 139° 34′ 11″ O in Linksverkehr. Im Bezirk Xizhi der Stadt Neu-Taipeh (Taiwan) kreuzt die Formosa-Autobahn die Gebirgsautobahn rund 15 km vor der Pazifikküste bei 25° 4′ 22″ N, 121° 38′ 44″ O. In Chengdu (Volksrepublik China) kreuzen sich die G5 und G4201 bei 30° 45′ 29″ N, 104° 10′ 1″ O. Ebenfalls mitten in China, in der Provinz Shaanxi bei Pucheng kreuzt sich auf 34° 54′ 52″ N, 109° 38′ 45″ O die G5 mit der Weipu-Schnellstraße.

#### Kleeblatt mit Linksanschluss
Wenn wie beim gotischen Kreuz Linksaus- und Einfahrten auf die Bauform Kleeblatt übertragen werden, wird mehr Platz und ein einheitlicher Geschwindigkeitsbereich benötigt. Die Brückenfläche wird auf vier Brückenbauwerke aufgeteilt. Ohne weitere Überwerfungen werden zwei der indirekten Rampen zu direkten und schaffen eine vollständige Entflechtung des Verkehrsflusses. Der Verwendung dieser Form liegt die Tatsache zugrunde, dass auf den Interstates außerhalb von Ballungsräumen die Mittelleitplanken durch räumliche Trennung der Fahrbahnrichtungen eingespart werden. In der dem Atlantik näher gelegenen Hälfte der USA kommt diese Bauform unter anderen 20 km südwestlich von Baltimore vor. Dort kreuzt sich der Interstate 95 mit der MD-SR-32 bei 39° 9′ 30″ N, 76° 49′ 38″ W. Auf halber Strecke von Pittsburgh nach Columbus bei Cambridge in Ohio kreuzen sich die Interstates 70 und 77 bei 39° 59′ 55″ N, 81° 33′ 32″ W in derselben Bauform. In Brighton Township in Michigan kreuzen sich die Interstate 96 und US-24 bei 42° 31′ 27″ N, 83° 45′ 16″ W. Im Norden von Des Moines in Iowa begegnen sich die Interstates 35 und 80 bei 41° 39′ 8″ N, 93° 34′ 33″ W in einer geänderten Form.

### Malteserkreuz

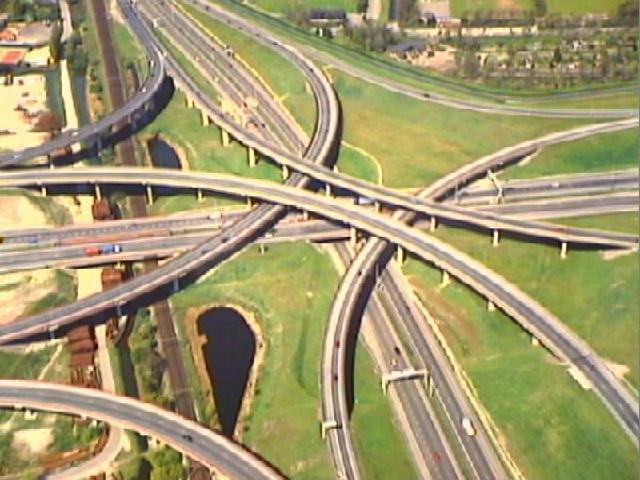
Autobahnkreuz Prins Clausplein, Niederlande

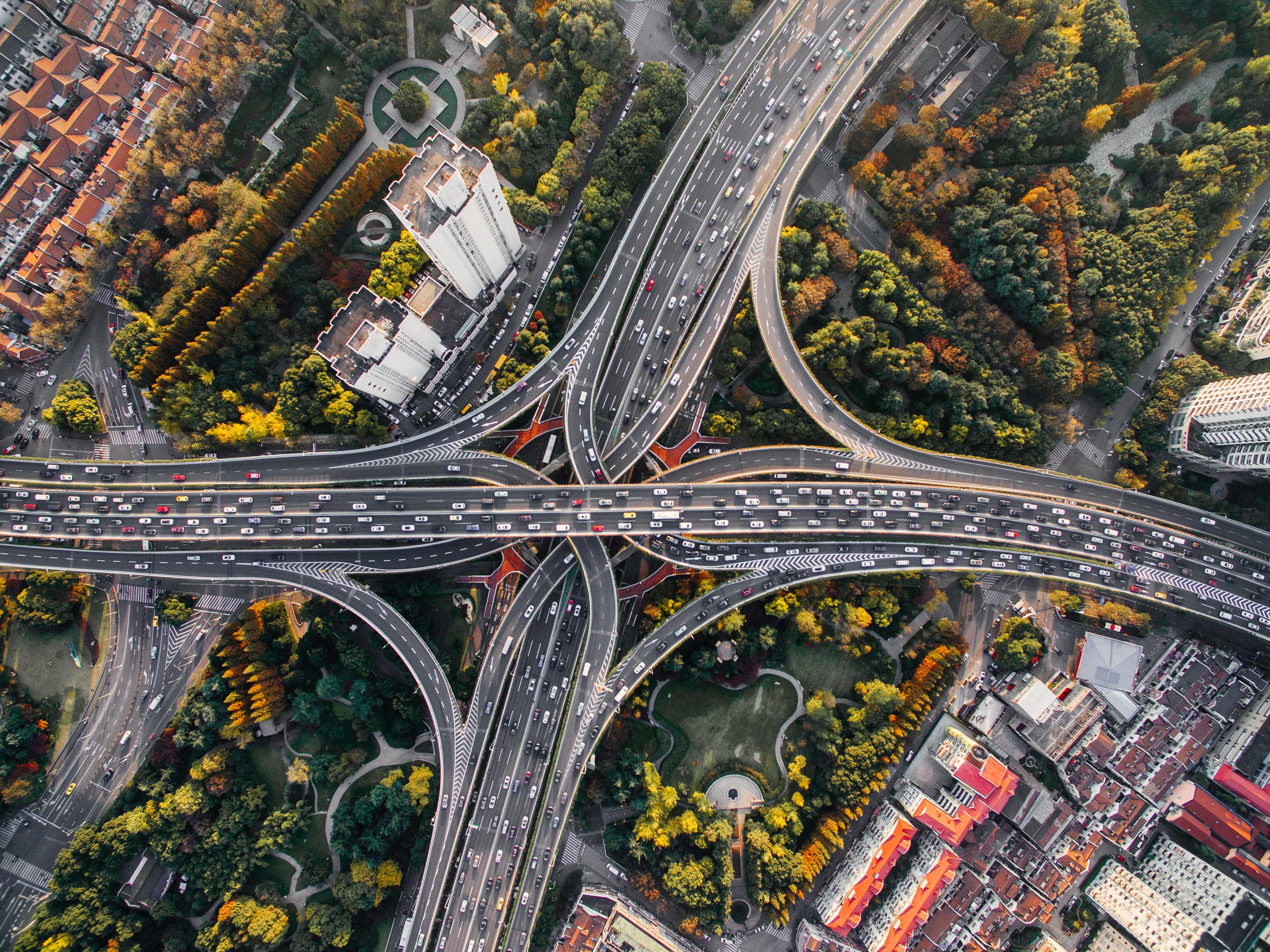
Autobahnkreuz als sechsfaches Überwerfungsbauwerk in Puxi, Shanghai, China (Nanbei Elevated Road at Yanan Middle Road)

Das Malteserkreuz hat gegenüber dem Kleeblatt den Vorteil, dass weniger Platz benötigt wird und alle Abbiegevorgänge ohne wesentliche Geschwindigkeitsreduktion gefahren werden können. Allerdings ist in der Mitte des Kreuzes eine sehr aufwendige Brückenkonstruktion notwendig, da hier mindestens vier Fahrbahnebenen übereinanderliegen. In Kombination mit mehr als vierarmigen Knoten werden noch mehr übereinanderliegende Ebenen benötigt, was einem Höhenunterschied ab 30 m der höchsten Brückenbauwerke ohne Tiefbau entspricht.
In den USA wird das Malteserkreuz in Anspielung auf die Seitenansicht es als Stack (= Stapel) bezeichnet. Dort ist es – neben dem Kleeblatt – die meistbenutzte Bauform.
Neben dem hohen Aufwand an Brückenbauwerken hat ein Malteserkreuz den weiteren Nachteil, dass es nicht zum Wenden benutzt werden kann. In den USA wird diesem Nachteil durch eine erhöhte Dichte an Anschlussstellen begegnet, was zudem die Fahrwege reduziert.

#### Beispiele
Ein nahezu symmetrisches Beispiel für ein Malteserkreuz ist der Knooppunt „Prins Clausplein“ (A 4/A 12) bei Den Haag in den Niederlanden. In Großbritannien ist der Schnittpunkt der Autobahn M 4 mit dem Londoner Ring als Malteserkreuz ausgeführt.
Das einzige als Malteserkreuz gebaute Autobahnkreuz in Deutschland ist das Wetzlarer Kreuz (A 45/A 480). Seine Kapazität kam nie zur Geltung, da die kreuzende A 480 nur kurz ist und in Richtung Nordosten auch nicht weitergebaut wurde. Mit der Schließung der beiden Auffahrrampen von Aßlar zur A45 bzw. umgekehrt im August 2024 ist das Wetzlarer Kreuz funktionell kein Malteserkreuz mehr. Das Kreuz wird in den kommenden Jahren zum Autobahndreieck umgebaut.
Das Autobahndreieck Würzburg-West (A 3/A 81) wird ein Malteserkreuz, falls dort die A 81 nach Norden weitergebaut wird.
Das Autobahnkreuz Köln-Ost (A 3/A 4) besitzt drei Malteseräste und eine Kleeblattschleife.
Für den Umbau des Autobahnkreuzes Leverkusen, welches die Autobahnen 1 und 3 miteinander verbindet und derzeit als Kleeblatt ausgeführt ist, ist (als eine von zwei möglichen Varianten) ein Umbau zum Malteserkreuz im Gespräch.
Das Kreuz Hamburg-Hafen wird nach vollständiger Verkehrsfreigabe ein unvollständiges Malteserkreuz mit einer indirekten Rampe sein.
| Die High Five Interchange in Dallas Malteserkreuz und Volleyball für die Frontage Roads hat fünf Etagen: 1. Autobahn Nord-Süd (US-75) 2. Volleyball mit Ampeln für je zwei Richtungen 3. Autobahn Ost-West (I-635) 4. Rampen: Malteseräste nach Ost/West 5. Rampen: Malteseräste nach Nord/Süd sowie die einstreifige carpool lane (Fahrgemeinschaftsspur). Von 2002 bis 2005 gebaut und 13 Monate früher in Betrieb als geplant. 32° 55′ 27″ N, 96° 45′ 49″ W |

#### High Five Interchange
In den Metropolen des US-Bundesstaates Texas ist das Malteserkreuz in Kombination mit dem Volleyball der Standard und wird als High Five Interchange bezeichnet. Die je Richtung bis zu zehnstreifigen Autobahnen werden über teils einstreifige Rampen eines Malteserkreuzes mit Standstreifen angebunden. Dieses Verhältnis ergibt sich, da die Dichte der Autobahnkreuze bis auf acht Kilometer ansteigt. Die vielen Anschlussstellen, deren Dichte einen Kilometer übersteigt, werden über richtungsgetrennte, parallel verlaufende Zubringer (den Frontage Roads) zur Autobahn per Verflechtung angeschlossen. Sie sind über den Volleyball an das jeweilige Autobahnkreuz angeschlossen. Dadurch entsteht ein Straßenstapel mit fünf Etagen.

### Turbine

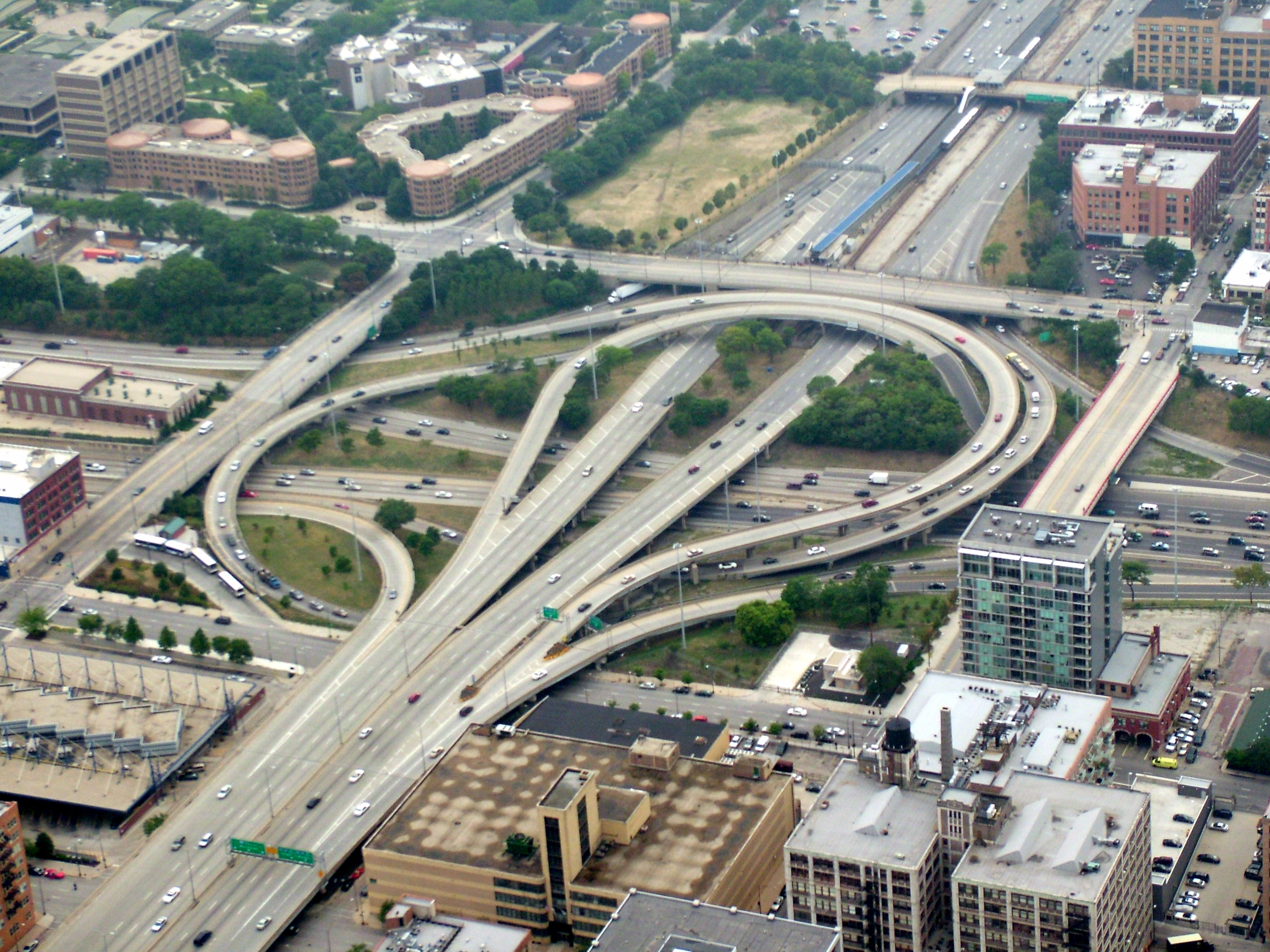
Turbinenkreuz in Chicago

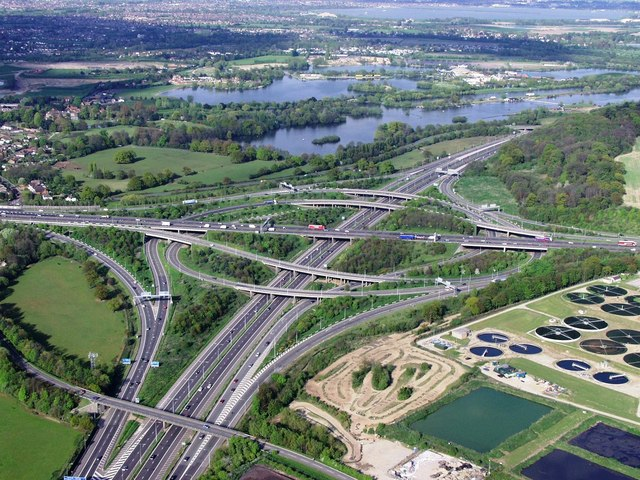
Turbinenkreuz westlich von London

Die Turbine zeichnet sich dadurch aus, dass die Rampen hinter der Autobahnkreuzung eingeleitet werden. Wie beim Malteserkreuz können hohe Geschwindigkeiten gefahren werden. Baulich ist von Vorteil, dass die fünf bis neun Brückenbauwerke nicht übereinander liegen, so dass eine Brückenebene ausreicht. Der Platzbedarf der Turbine ist etwas größer als beim Kleeblatt, sie ist vollentflochten und kann mehrstreifig ausgeführte Rampen haben.
Anzutreffen ist diese Form relativ oft in Großbritannien (auf dem Londoner Autobahnring bei Thorpe Interchange (Kreuzung mit M 3) oder Theydon Interchange (Kreuzung mit M 11)), und in Belgien, z. B. zwei Kreuze dieser Art in Zaventem bei Brüssel. Dort wurden die dort ebenfalls beliebten Verteilerkreisel auf diese Weise entflochten.
Eine weitere Turbine in Belgien ist das Autobahnkreuz Daussoulx, etwas nördlich von Namur, bei 50° 31′ 16″ N, 4° 52′ 51″ O. Darin kreuzen sich E42 und E411. Es ist mit rund 500 m Durchmesser etwas größer gebaut und hat innenliegende direkte Rampen. Dadurch können die halbdirekten Rampen ebenfalls innen enden, und es werden im Prinzip nur noch fünf Überwerfungen benötigt. Der jeweilige Umweg des Fahrziels in Richtung links beträgt einen knappen Kilometer. Diese Bauform ist außerdem in den USA vereinzelt, zum Beispiel in Texas auf dem Weg nach Amarillo, zu finden. Bei 35° 11′ 34″ N, 101° 50′ 14″ W kreuzen sich die Interstates 27 und 40 miteinander sowie die trassengleich geführten US-60, 87 und 287.
In Deutschland finden sich lediglich Mischformen. Das Kreuz Duisburg-Nord stellt eine Turbine mit einer indirekten Rampe dar, die Anschlussstelle Stuttgart-Degerloch (Echterdinger Ei) wurde 2002/2003 von einem Kreuz mit Kreisverkehr zu einer Mischung aus Turbine und Windmühle umgebaut.
Eine an die Turbine erinnernde Form sind die Mündungen der französischen Autobahnen A46 und A47 auf die Autoroute A7, südlich von Lyon bei Ternay (Rhône) auf 45° 35′ 21″ N, 4° 47′ 54″ O. Dieses Kreuz ist unvollständig, da die Ost-Nord-Rampe fehlt. Da die Rampe West-Nord zweistreifig ist, wurde die Rampe Süd-West überworfen und dadurch der Verkehrsfluss entflochten. Dieser Spaghetti-Knoten wäre als Doppeltrompete mit weniger Brückenfläche ausgekommen.
Im Norden des Großraumes Nagoya kreuzen sich der Nagoya Expressway No. 16 und die Nagoya Loop Road No. 2 bei 35° 13′ 18″ N, 136° 51′ 18″ O als Turbine über einem Volleyball. Dies bildet das Pendant zur High Five.

### Sonder- und Mischformen von Turbinenkreuzen

Turbine mit innenliegenden direkten Rampen. Autobahnkreuz Daussoulx bei Namur in Belgien. Die Durchfahrt für indirekte Linksabbieger liegt bei rund einer Minute.
½ Kleeblatt + ½ Turbine ist teilentflochten, hat niedere Kapazität auf den indirekten Rampen. Ist in China und in den USA verbreitet und die Bauform des Voralpenkreuzes und des früheren Autobahnkreuzes Mönchengladbach-Wanlo vor Sperrung eines Autobahnastes.
¼ Kleeblatt + ¾ Turbine ist vollentflochten und platzsparend, hat enge Kurven. Ist in den USA und häufig in chinesischen Metropolen zu finden sowie als Knooppunt Amstel bei Amsterdam und als Autobahnkreuz Duisburg-Nord.

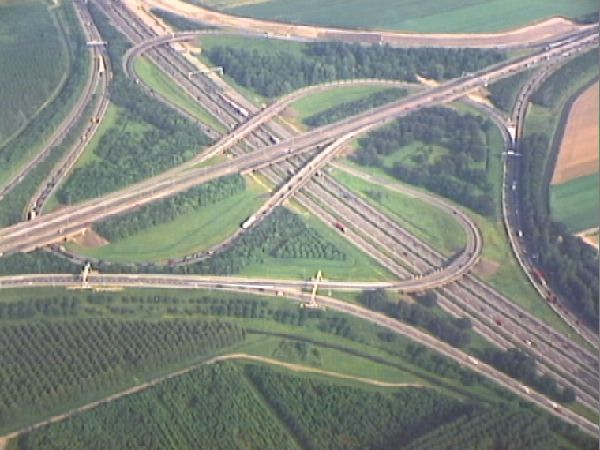
Knooppunt Vaanplein (bis 1997)

### Windmühle

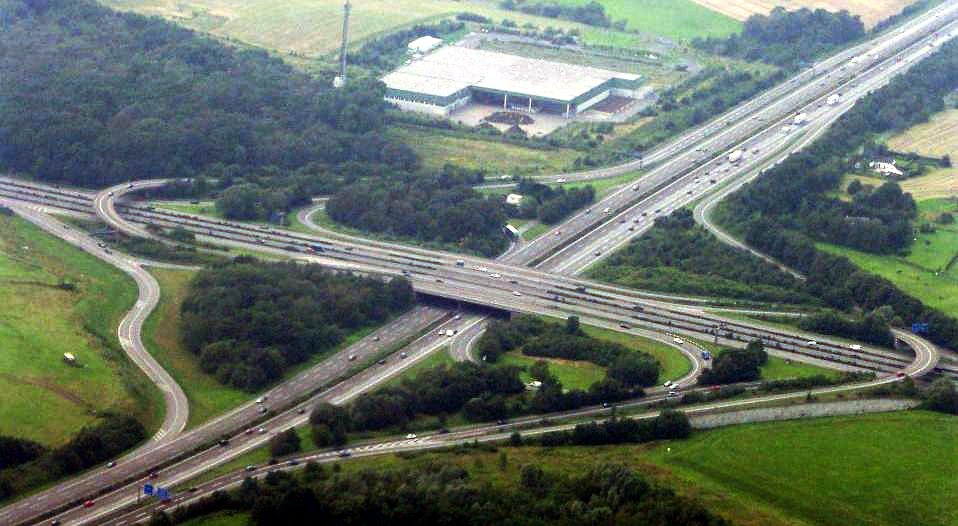
Autobahnkreuz Breitscheid bei Düsseldorf

Bei der Bauform der Windmühle werden alle linksabbiegenden Rampen direkt geführt, dabei jedoch so ausgerichtet, dass sie alle das Hauptkreuzungsbauwerk einmal durchlaufen. Es sind höhere Geschwindigkeiten möglich als beim Kleeblatt, aber geringere als beim Malteserkreuz oder der Turbine. Es werden fünf Brückenbauwerke benötigt. Auch die Windmühle kann nicht zum Wenden verwendet werden. Bis 1997 war in den Niederlanden das Autobahnkreuz Vaanplein eine Windmühle.

### Mischform aus Kleeblatt und Windmühle

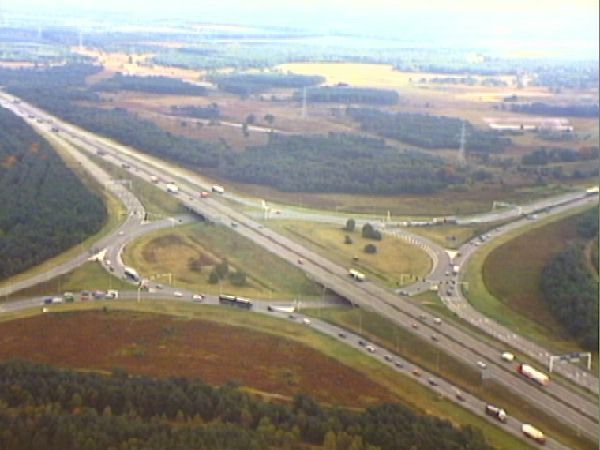
Kreuz Leenderheide in den Niederlanden mit Kreisverkehr

Die Windmühle ist in ihrer Reinform kaum zu finden. Dafür wurde eine abgewandelte Windmühle, die eine Mischung aus Kleeblatt und Windmühle ist, des Öfteren gebaut. Diese Form benötigt drei Überwerfungen und ist vollständig entflochten. Beispiele für Windmühlen mit indirekten Rampen sind die Autobahnkreuze Bonn/Siegburg, Herne und Mönchengladbach oder das Autobahnkreuz Breitscheid (im Bild rechts).
In den USA ist die Bauform mehrfach im Großraum Los Angeles bis nach San Diego zu finden:
So unter weiteren die Kreuzungen der Interstates 10 und 110 in Los Angeles bei 34° 2′ 17″ N, 118° 16′ 26″ W, der Interstates 110 und 405 zwischen Gardena, Torrance und Carson bei 33° 51′ 24″ N, 118° 17′ 5″ W, bei 33° 56′ 28″ N, 118° 5′ 48″ W der Kreuzung Interstates 5 und 605 zwischen Santa Fe Springs und Downey.

Autobahnkreuz Mischbauform Kleeblatt-Windmühle
Autobahnkreuz Mischbauform Kleeblatt-Windmühle mit verkürzten, linksseitig mündenden Rampen
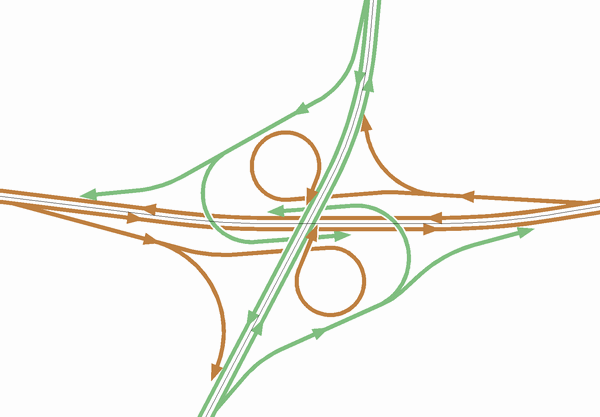
Verkehrsfluss

Wie im ersten Beispiel in Los Angeles teilweise kommt in den USA als weitere Variante die Linkseinfahrt der Windmühlenrampen vor. Dies spart nur Brückenfläche ein, wenn die Fahrbahnrichtungen ausreichend voneinander getrennt sind. Diese Form ist ebenfalls entflochten, verteilt den auffahrenden Verkehr jedoch besser und ist in den USA die häufigere Variante. Westlich von Baltimore bei Arbutus (Maryland) 39° 14′ 7″ N, 76° 42′ 36″ W kreuzen sich die Interstates 95 und 195, in Reno (Nevada) die Interstates 80 und 580 bei 39° 32′ 14″ N, 119° 47′ 17″ W.
In Murray (Utah) bei Salt Lake City (40° 38′ 9″ N, 111° 54′ 19″ W) die Interstates 15 und 215. Bei 35° 4′ 21″ N, 90° 1′ 38″ W in Memphis (Tennessee) wechselt die Interstate 69 in der Begegnung der Interstate 55 mit der 240 die gemeinsam genutzte Trasse. In Georgia bei Atlanta befinden sich über drei dieser Verkehrsknoten:
33° 37′ 59″ N, 84° 24′ 4″ W,
in Sandy Springs, 33° 54′ 42″ N, 84° 21′ 25″ W, bei Clarkston: 33° 48′ 58″ N, 84° 15′ 5″ W.

### Kreisverkehr
Eine besondere Form von Autobahnkreuzen findet sich einige Male in Großbritannien und in den Niederlanden.

Vom Ring getrennte direkte Rampen
Zur Turbine umgebauter Kreisverkehr
Zur Doppeltrompete umgebauter Kreisverkehr

Im Kreisverkehr sind naturgemäß keine hohen Geschwindigkeiten möglich. Wie beim Kleeblatt ist ein Wechsel in eine beliebige Fahrtrichtung, also auch ein „Wenden“ möglich. Häufig wird die in rechte Richtung führende Rampe zusätzlich außerhalb des Kreisverkehrs geführt, um das Verkehrsaufkommen dort zu entlasten. Diese Bauform ermöglicht es auch, ohne größeren Aufwand zusätzliche Anschlüsse oder mehr als zwei Autobahnen miteinander zu verknüpfen, sofern der Kreis groß genug ist. Der wesentliche Unterschied ist, dass es sich hier um schnelle Kreisverkehre, sogenannte Verteilerkreisel handelt. Diese haben keine Stopp-Stellen, sondern Verflechtungsstreifen. Da diese oft sehr kurz ausfallen, sind sie Unfallschwerpunkte. Sind sie groß und mehrstreifig ausgebaut, so können sie mit geringem Aufwand zur Turbine umgebaut werden. Dies entflicht den Verkehrsknoten um den Preis, nicht mehr darin wenden zu können. Die Häufigkeit mag Aufschluss über die Bezeichnung geben. So sprechen die Amerikaner vom „Right-In-Right-Out“, die Niederländer vom „Verkeersplein“. Ein vorbildliches Beispiel mit langer Verflechtung und 400 m Durchmesser liegt im Nordwesten von Neapel bei 41° 0′ 38″ N, 14° 11′ 30″ O. Seine Verflechtungen sind über 140 m lang und es endet keine der Fahrbahnen. Nicht zuletzt die Größe der ursprünglichen Bauform trieb beim nachträglichen Umbau des Echterdinger Eis die Kosten auf 52 Millionen €. Der engste Durchmesser lag bei 100 m.
Weltweit existieren verschiedene Sonderformen:
- Die weniger ausgelastete der kreuzenden Autobahnen wird nicht durchgeführt, sondern endet und beginnt neu auf dem Kreisverkehr. In den Niederlanden ist das Kreuz Velperbroek nahe der Stadt Arnhem ein Kreisverkehr. Die A 12 (Grenzübergang Elten-Beek – Den Haag) führt dabei als Brücke über den eigentlichen Kreisverkehr, während die A 348, die N 325 und die Straße nach Velp Centrum ausschließlich in den Kreisverkehr münden. Ähnlich ist in Deutschland die Anschlussstelle 24 Landsberg am Lech-West (48° 2′ 53″ N, 10° 50′ 17″ O) der hier etwa von West nach Nordost verlaufenden A 96 als Kreisverkehr mit 330 m Durchmesser ausgebaut, in den vom Norden her die vierstreifige autobahnähnlich ausgebaute B 17, von Süden her die dort zweistreifig ausgeführte B 17 und von Südosten her die zweistreifige Landesstraße St 2054 nach Landsberg am Lech einmünden. Dabei wird die A 96 mit zwei getrennten Brückenbauten über den Kreisverkehr geführt. Der Mittelpunkt des Kreisverkehrs liegt etwas südlich der Autobahn, sodass die fünf Straßenanbindungen in etwa gleichem Abstand voneinander liegen können.
- Entlastung durch vom Ring getrennte direkte Rampen. Eine solche Bauform hat das „Offenburger Ei“ (A5, B33a) seit 2014, mit mehreren Ampeln auf dem Kreisverkehr (48° 28′ 20″ N, 7° 54′ 14″ O).
- In Belgien befand sich ein solcher Kreisverkehr bei der Kreuzung der E 313/E 314 in Lummen, der jedoch auf Grund vieler Unfälle und Staus seit 2007 zu einem Turbinenkreuz umstrukturiert wird.

### Volleyball
Ein Volleyball, besser bekannt als three-level diamond interchange, übersetzt auf Deutsch mit Drei-Etagen-Raute, in den Richtlinien für die Anlage von Autobahnen (RAA) als „Raute mit doppelt aufgeweiteten Rampen“ bezeichnet, ist hauptsächlich im US-Bundesstaat Texas und in Großbritannien zu finden, z. B. an der Verbindung M60/M62/M66 nördlich von Manchester bei 53° 32′ 59″ N, 2° 15′ 38″ W. Dabei wird in dritter Ebene ein eng geführter, ampelgeregelter Ring um das Autobahnkreuz geführt. Aufgrund der Ampel ist diese Bauform in Deutschland nur als Anschlussstelle möglich. Ein Volleyball ist der östliche Teil der Doppelanschlussstelle Düsseldorf-Stockum, mit dem die A 44 auf die Danziger Straße (B 8) bei 51° 16′ 17″ N, 6° 45′ 2″ O angebunden ist.
Ein Volleyball ist der Teil der texanischen fünf Etagen hohen Autobahnkreuze, der die Frontage Roads anschließt. Eine Variante des Umbaus von kleineren und geringer ausgelasteten Kreisverkehren zum Volleyball wurde in den Beneluxländern angewandt. Diese waren wegen der sehr kurz geratenen Verflechtungen und zusammenlaufender Fahrbahnen Unfallschwerpunkte. Der aus Sicherheitsgründen erfolgte Umbau ist eine Abrüstung, da der freie Verkehrsfluss abgeschafft wurde. Größere Kreisverkehre wurden daher zur Turbine umgebaut. In den USA und Deutschland ist der Volleyball quadratisch gebaut, in England und den Beneluxländern eher kreisförmig.

### Gotisches Kreuz

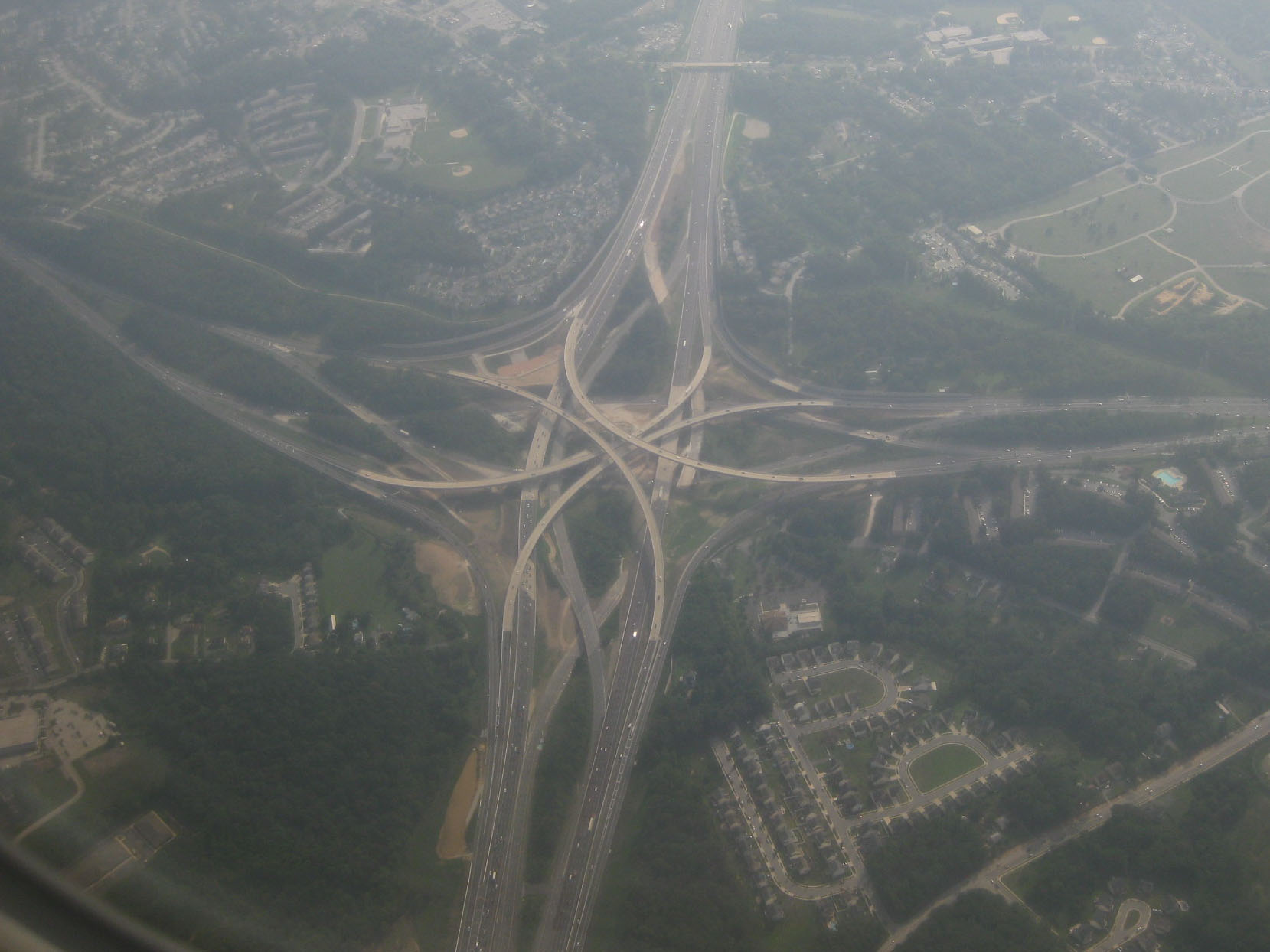
Umbau vom gotischen zum Malteserkreuz in Baltimore

Eine in Deutschland nicht vorkommende Form, ähnlich dem Malteserkreuz, jedoch mit in Zielrichtung logisch angeordneten Rechts- und Linksausfahrten, ist das auch als Volldiamant bezeichnete gotische Kreuz. In Detroit, Michigan, bei 42° 21′ 33″ N, 83° 4′ 35″ W kreuzen sich die M-10 (der „John C. Lodge Freeway“) und die Interstate 94 (der „Edsel Ford Freeway“). In Oklahoma City kreuzen sich die Interstates 40 und 44 bei 35° 27′ 38″ N, 97° 34′ 32″ W. Der Vorteil der Konstruktion liegt in der Anordnung der Beschleunigungsstreifen, welche die Verdichtung des Verkehrs auf beide Seiten der Autobahnrichtung verteilt und dafür einen einheitlichen Geschwindigkeitsbereich voraussetzt.

Doppelt überworfenes gotisches Autobahnkreuz
Sonderbauform: Gotisches Autobahnkreuz mit reduzierter Brückenfläche

Eine Sonderform davon, bei der die Brückenflächen durch Überwerfen der Fahrtrichtungen im Bereich des Kreuzes auf den Bedarf einer Turbine oder Windmühle reduziert werden, lag im Nordosten von Baltimore, Maryland. Dadurch lagen die Fahrbahnen für alle Rampen höhengleich erreichbar. Redundante Rampen wären damit kostengünstig möglich. Bei 39° 21′ 5″ N, 76° 29′ 47″ W kreuzen sich die Interstates 95 und 695 in einer zwischen 2007 und 2008 geänderten Form. Logisch besteht diese Form aus vier Doppelgabelungen. Im Originalzustand ist sie noch in Birmingham (Alabama) in der Kreuzung der Interstate 65 mit den trassengleichen Interstates 20 und 59 bei 33° 31′ 17″ N, 86° 49′ 36″ W zu sehen. Im Südosten von Riad in Saudi-Arabien begegnen sich die Süd- und Ostringautobahn in dieser Bauform bei 24° 37′ 51″ N, 46° 48′ 12″ O.

### Gotisches Kreuz mit reduzierter Brückenfläche
Wird die räumliche Trennung der Fahrbahnrichtungen beim Gotischen Kreuz angewendet, können zwei der langen Brücken eingespart werden. Dies wurde so südlich von Cincinnati, Ohio bei 39° 2′ 49″ N, 84° 27′ 37″ W, wo sich die Interstates 275 und 471 kreuzen, sowie westlich von Kansas City bei der Kreuzung der Interstates 70 und 635 auf 39° 6′ 18″ N, 94° 40′ 46″ W gemacht. Mit extrem wenig Brückenfläche, jedoch engeren Kurven und einer fehlenden West-Süd-Rampe wurde im weiteren Verlauf der Interstate 635 (Harry Darby Memorial Highway), bei Shawnee, 39° 2′ 25″ N, 94° 40′ 23″ W ein weiteres Kreuz zum Anschluss und zur Anbindung der US-69 an die Interstate 35 gebaut.

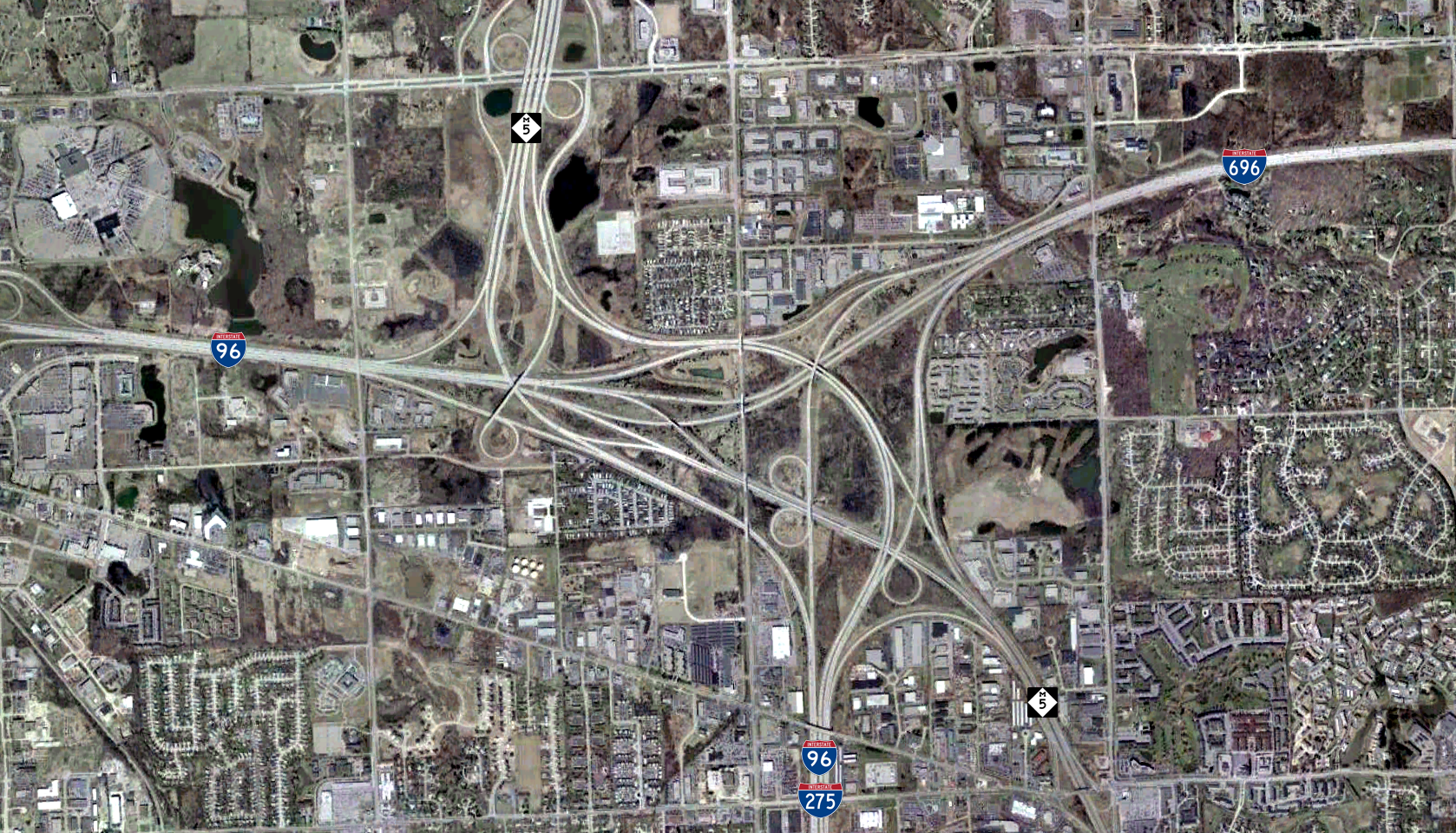
Fünfarmiger Knoten in Novi, Michigan

Ein weiteres mit redundanter Süd-West-Rampe befindet sich im Vorort Berkeley von St. Louis in Missouri. Dort begegnen sich der
Inner Belt Expressway als Interstate 170 und der Interstate 70 bei 38° 43′ 45″ N, 90° 19′ 54″ W.

### Sonder- und Mischformen

#### Einquadrantenlösung
Einen Sonderfall stellt die Einquadrantenlösung dar. Bei dieser Autobahnkreuzung wird nur ein Quadrant mit Verbindungsrampen belegt. Auf diese Weise ergeben sich auf beiden Rampen Verflechtungsstrecken, eine Wendefahrt ist bei diesem Autobahnkreuz nicht durchführbar. Ein Beispiel für eine Einquadrantenlösung ist das Autobahnkreuz Leverkusen-West (51° 2′ 17″ N, 6° 58′ 1″ O).
Diese Variante ist in Japan häufiger verbreitet und eignet sich für die Positionierung der Mautstelle zur Verbindung von mautpflichtigen und mautfreien Strecken. Eine ähnliche Form mit weniger Überwerfungen, jedoch Platzbedarf in anderen Quadranten, ist das Verbinden durch zwei Trompeten. Diese Bauform findet sich in fast allen Autobahnkreuzen in Italien, die eine mautpflichtige Autobahn und eine mautfreie Schnellstraße verbinden.

#### Doppeltrompete
In Deutschland kommen verschmolzene Doppeltrompeten an Autobahnen nicht vor, da die abzweigende Autobahn links wegführen würde und zwei mündende Autobahnen überwiegend dieselbe Bezeichnung hätten. Zwei Trompeten sind am Gießener Nordkreuz und zur Verbindung auf Kraftfahrstraßen zu finden. Die Trompete ist der einfachste höhenfreie dreiarmige Knoten. Ein vierarmiger Knoten kann durch Anreihen von zwei dreiarmigen gebaut werden, wenn dies den Anforderungen des Verkehrsaufkommens gerecht wird.

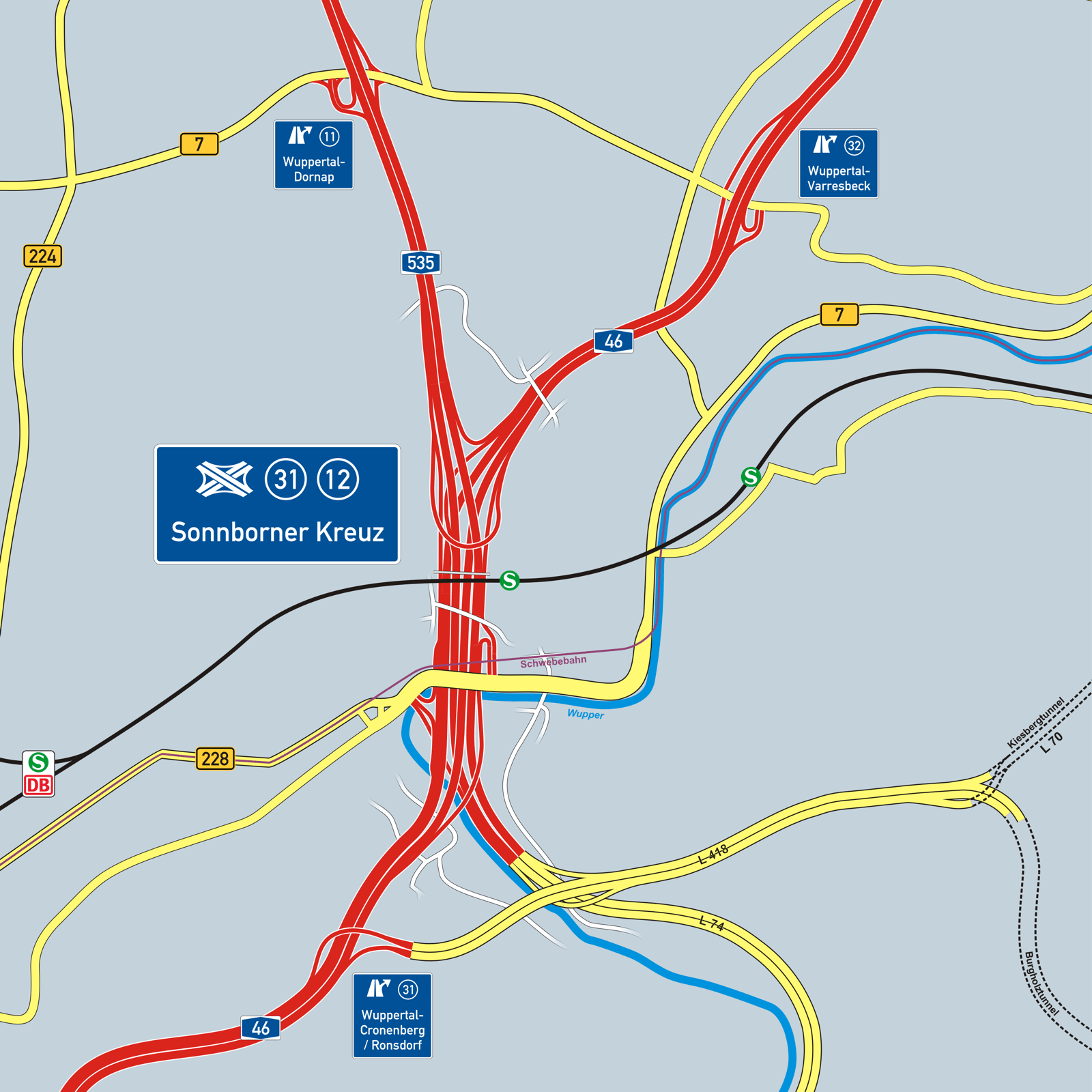
Autobahnkreuz „Linienlösung“

#### Linienlösung
Die Linienlösung kommt dann zur Anwendung, wenn zwei Autobahnen einen spitzen Kreuzungswinkel haben. Bei diesem Autobahnkreuz werden zahlreiche Brückenbauwerke benötigt. Es sind keine Verflechtungsstrecken vorhanden. Wendefahrten sind nicht möglich. Beispiele für ein Autobahnkreuz mit Linienlösung sind das Kreuz Hamburg-Ost (A 1 und A 24) und das Sonnborner Kreuz (A 46, A 535 und L 418).

#### Parallelentflechtung
Bei Parallelentflechtung werden zwei zu verbindende Autobahnen über einige Kilometer parallel geführt. Entgegen den Fahrstreifen, die untereinander durch die üblichen langstreifigen Markierungen getrennt sind, sind die beiden Autobahnhälften im Parallelbereich durch breite kurze Striche voneinander getrennt. Bis zu ihrer Gabelung kann auf die gewünschte Autobahn gewechselt werden. Wegen unvermeidlich linksfahrender, langsamer Fahrzeuge wie LKWs ist die Höchstgeschwindigkeit hier häufig herabgesetzt. Da hiermit nicht alle Fahrbeziehungen abgedeckt sind, bedarf es zur Komplettierung zweier Rampen, um auf die Gegenrichtung des Parallelbereiches zu gelangen.
Das Prinzip wurde in Deutschland bei der Kreuzung der Nord-Süd-Autobahn 7 mit der nach Osten weiterführenden Autobahn 4 und der nach Westen weiterführenden Autobahn 5 gewählt, indem die Verbindung durch die beiden Autobahndreiecke Kirchheim und Hattenbach hergestellt wurde mit einer dazwischen liegenden 4 km langen gemeinsamen Fahrbahn.
Ein weiteres Beispiel ist die Kreuzung der Autobahn 45 mit der Autobahn 66 nördlich von Hanau. Zwischen dem Hanauer Kreuz und dem Langenselbolder Dreieck ist die Autobahn vierstreifig ausgebaut, wobei die beiden äußeren Fahrstreifen der A 66 und die inneren der A 45 zugeordnet werden können. Die Parallelführung ist hier ungefähr 2,75 km lang.
Diese Form findet sich auch in Waiblingen. Hier werden die Bundesstraßen 14 und 29 zusammengeführt und über ca. 750 m mit vier Fahrstreifen parallel geführt. Diese Verzweigung ist als Teiler B 14 / B 29 bekannt. Dann trennen sich die Straßen wieder in B 14 Richtung Stuttgart und die zweistreifige Anschlussstelle nach Fellbach/Stuttgart-Bad Cannstatt (alte B 14).
In Belgien kommt ein ähnliches Prinzip auf dem Ring 0 Brüssel und dem Ring 1 Antwerpen zur Anwendung. In Bereichen, wo viele stark frequentierte Autobahnen und Straßen auf dem Ring enden, wird die auffahrende Autobahn mehrstreifig bis in die folgende Abfahrt bzw. abfahrende Autobahn hinein parallel weitergeführt, so dass über eine längere Strecke ein Wechsel vorgenommen werden kann.

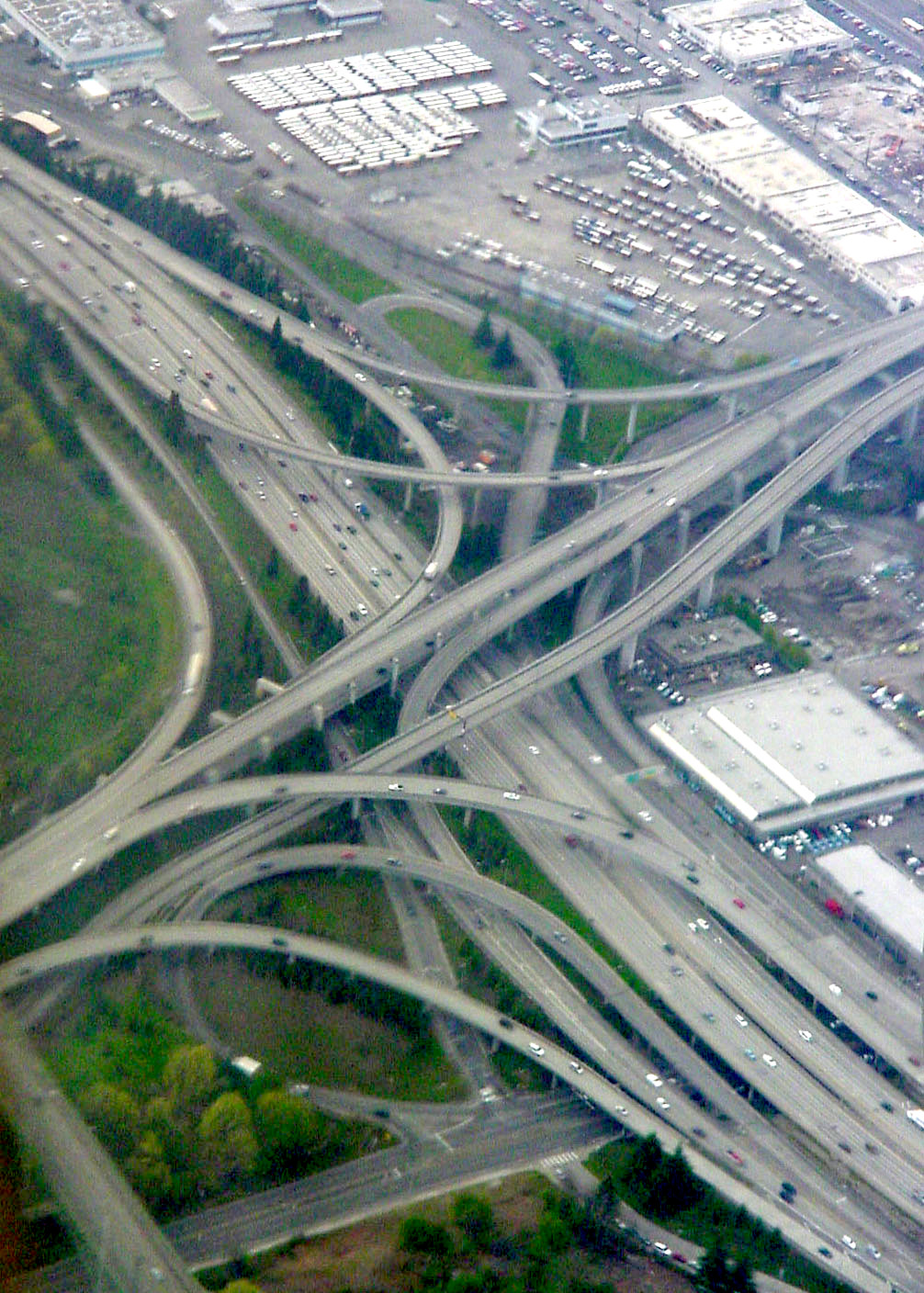
Spaghetti-Knoten der Interstate 5 und der Interstate 90 bei Seattle

#### Spaghetti-Knoten
Als Spaghetti-Knoten werden Kreuze bezeichnet, deren Verbindungsrampen in komplexer Weise geführt werden, ohne dabei einer anderen benannten Bauform eindeutig zu entsprechen. Die Führung der Rampen folgt demnach keiner erkennbaren Struktur und wirkt von außen betrachtet chaotisch, während aus Fahrersicht die Orientierung anhand der Ausschilderung hier nicht schwieriger ist als bei anderen Bauformen. Für ein solches Konzept kann es unterschiedliche Gründe geben:
- Die betroffenen Autobahnen kreuzen einander in einem ungünstigen Winkel.
- Der verfügbare Platz ermöglicht keine regelmäßige Bauform, etwa wegen einseitiger Begrenzung.
- Mehr als vier Autobahnstränge treffen aufeinander.

Bekannte Beispiele für solche Autobahnkreuze sind das Kreuz Kaiserberg bei Duisburg, Échangeur de Loncin nahe Lüttich in Belgien, Zbraslav in Tschechien (D0 und D4) oder Gravelly Hill Interchange nahe Birmingham im Vereinigten Königreich.

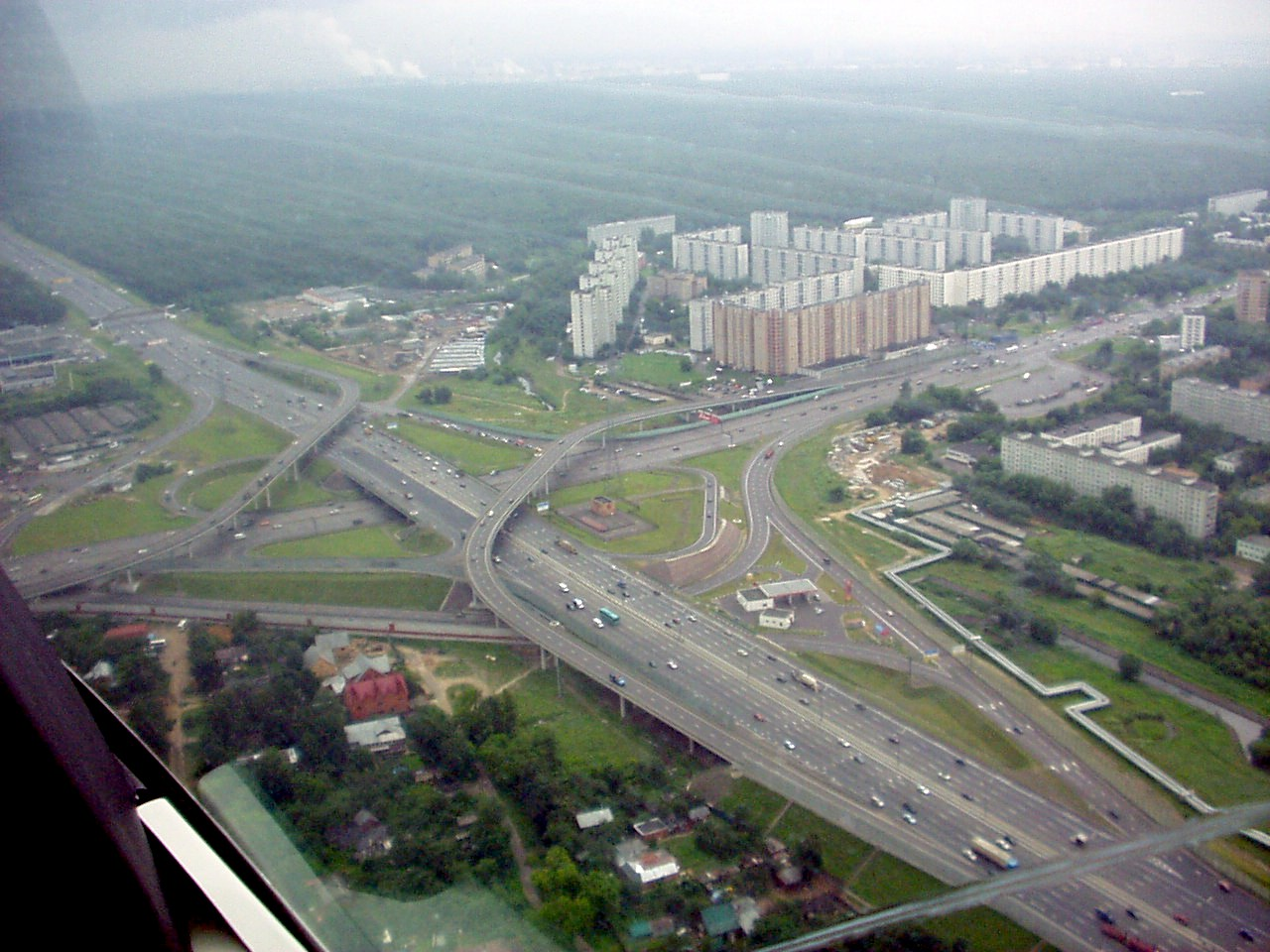
Kreuzung der M8 und des Moskauer Autobahnrings

Auch das Autobahnkreuz der französischen Autobahnen Autoroute A42 und Autoroute A46 bei Lyon (45° 48′ 3″ N, 4° 55′ 38″ O) ist eine spezielle Form von Spaghetti-Knoten, wobei dieses Kreuz im Grunde aus zwei Autobahndreiecken besteht, die durch eine ca. 300 m lange Brücke über die Rhone verbunden sind.

#### Autobahnkreuz mit Autobahngabelung
Eine fünfarmige Verzweigung liegt in Houston, Texas. Bei 29° 46′ 32″ N, 95° 15′ 51″ W kreuzen sich, basierend auf der Bauform des Malteserkreuzes, die Interstates 10 und 610 und binden die US 90 mit an. Mehr als vierarmige Verzweigungen haben bedarfsbedingt keine Rampen für die spitzwinkligsten Abbiegungen, bezogen auf die Zielrichtung (dies ist die Gabelung). Sie wirken, sofern nicht entsprechend ausgebaut, auf den Verkehr stark verdichtend, da bei den notwendigen Fahrstreifenwechseln das einzelne Fahrzeug zwei Fahrstreifen belegt. Zudem ziehen sie den Verkehrsfluss auf sich, stellen jedoch den geringsten Umweg dar. Sie können entlastend ertüchtigt werden, indem mehrere parallele Rampen eingebaut werden. Ein Beispiel hierfür ist die Kreuzung der M8 mit zwölf Rampen auf dem Nordostteil des Moskauer Autobahnrings bei 55° 52′ 56″ N, 37° 43′ 33″ O.
Das Autobahnkreuz Aachen ist fünfarmig, ein Kleeblatt mit Gabelung. Der Umbau der Entflechtung dauerte von 2009 bis November 2021. Es kreuzt sich die A 4 mit der A 44. Zusätzlich beginnt hier die A 544.
In Hamburg kreuzen sich beim Maschener Kreuz und Horster Dreieck die A 1 und die A 7, zusätzlich beginnt hier die A 39. Dieser Knotenpunkt wurde durch ein Kleeblatt und drei davon getrennte Autobahndreiecke realisiert. Die A 7 verläuft dabei westlich am Kleeblatt vorbei. Dadurch wurde dieser komplizierte Knoten entwirrt.

#### Mischung aus Malteser und Turbine
Eine Variante aus Halb-Malteser-Halb-Turbine findet sich in Japan südöstlich der Stadt Nagoya. Hier kreuzt der Tōmei-Expressway den Isewangan-Expressway bzw. Tokai Loop Expressway. Siehe dazu: 35° 1′ 16″ N, 137° 8′ 51″ O

## Geschichte
Die Erfindung der planfreien Kreuzung geht auf den amerikanischen Bauingenieur Arthur Hale zurück, dessen Kleeblatt-Kreuz am 29. Februar 1916 beim US-Patentamt eingetragen wurde. Es beinhaltet auch den weiteren Ansatz, die beiden überbrückten Straßen mit vier Verbindungsstraßen anzuschließen. Dies entspricht Holländer Rampen mit Gegenverkehr. Die Kurven dieses Entwurfs sind mit 45° und 135° nur für niedrige Geschwindigkeiten ausgelegt.
In Europa gilt der Schweizer Willy Sarbach als Erfinder, der 1927 Pläne von einem „Kleeblatt“ auf einer Autobahnausstellung in Basel als Antwort auf die Preisfrage der HAFRABA nach einer Lösung für die „kreuzungsfreie Kreuzung“ zweier Schnellstraßen vorstellte, die am 15. Oktober 1928 als Patent eingetragen wurden.
Davon unabhängig stellte Edward Delano aus Philadelphia, inspiriert durch die Verkehrsführung in Buenos Aires, bei der statt direktem Rechtsabbiegen (es herrschte Linksverkehr) durch dreimaliges Linksabbiegen ein Block umfahren wurde, um nach rechts abzubiegen, das gleiche Konzept vor. Dieses führte 1928 zum Bau des ersten echten Autobahnkreuzes der Welt bei Woodbridge, New Jersey. Es wurde 1929 eröffnet und verbindet in der Trasse der alten NJ-SR-25 heute die US-1 und die US-9 mit der NJ-SR-35, der einstigen NJ-SR-4. Der inzwischen umgebaute Verkehrsknoten liegt bei 40° 34′ 18″ N, 74° 17′ 34″ W.
In den 1930er Jahren, als in Deutschland im großen Stil der Bau von Autobahnen geplant wurde, wurde das Thema Autobahnknotenpunkte aktuell. 1936 wurde das Schkeuditzer Kreuz bei Leipzig als erstes Autobahnkreuz Europas in Betrieb genommen und 1938 fertiggestellt.
Am Kamener Kreuz wurden 1937 die Richtungsfahrbahnen der heutigen A 2 in Betrieb genommen. Des Weiteren wurde angefangen, die südlichen Rampen sowie die östliche Brücke der heutigen A 1 im Rohbau zu erstellen. Erst 1956 wurde das als Kleeblatt gebaute Autobahnkreuz in vollem Umfang in Betrieb genommen.
Bereits 1933 wurde das Frankfurter Kreuz konzipiert und in den Jahren 1939 bis 1941 vorläufig trassiert, konnte aber erst nach dem Zweiten Weltkrieg fertiggestellt werden und wurde am 10. Juli 1956 durch den damaligen Verkehrsminister Hans-Christoph Seebohm dem Verkehr übergeben.

## Unechte Autobahnkreuze
Es gibt in Deutschland einige Schnittpunkte von Autobahnen mit vierstreifigen, autobahnähnlichen und nicht als Autobahn klassifizierten Schnellstraßen, die als Autobahnkreuz beschildert sind. Beispiele hierfür sind das Wörther Kreuz, das Kreuz Nürnberg-Hafen, das Kreuz Seelhorst, das Kreuz Augsburg-West, wo sich die A 8 und die B 2 bzw. B 17 kreuzen, und das Oggersheimer Kreuz, ebenso das Kreuz Stuttgart-Zuffenhausen, wo sich die A 81 und die B 10 kreuzen. Des Weiteren gibt es an der A 5 – Ausfahrt 54 Appenweier eine Verbindung zur dort autobahnähnlich ausgebauten B 28. Die Abfahrt wird auch als Autobahnkreuz bezeichnet und hat eine Kleeblattform. Eine Mischform ist das Sonnborner Kreuz in Wuppertal. Es ist zwar ein echtes Autobahnkreuz, weil es die A 46 mit der A 535 verbindet, aber auch die autobahnähnlich ausgebauten Schnellstraßen L 74 und L 418 sind in das Kreuz eingebunden.
Des Weiteren ist der Anschluss der B 96 an die A 10 und die A 111 als Autobahnkreuz Oranienburg ausgewiesen, das auf Grund einer gewachsenen Infrastruktur so bezeichnet wird.
Allerdings werden nicht alle Schnittpunkte zwischen Autobahnen und vierstreifigen Schnellstraßen so bezeichnet. Zum Beispiel trägt die Anschlussstelle Stuttgart-Degerloch (Schnittpunkt der A 8 mit der autobahnartig ausgebauten B 27) keine derartige Bezeichnung. Sie hat auf Grund ihrer früheren Form lediglich den umgangssprachlichen Namen „Echterdinger Ei“ bekommen.
Die Anschlussstelle Wetzlar-Ost ist von der Bauform her ähnlich einem Autobahnkreuz, weil dort die A 45 und die vierstreifige B 49 kreuzen. Die Anschlussstelle hat die Form eines Kleeblattes. Verwirrend hierbei ist, dass sie in manchen Straßenkarten als „Autobahnkreuz Wetzlar-Ost“, in anderen wiederum nur als „Anschlussstelle Wetzlar-Ost“ bezeichnet wird.

## Mathematische Zusammenhänge
Einige Autobahnkreuze haben besondere mathematische Eigenschaften. Einige sind im Wesentlichen 4-zählig drehsymmetrisch, gehen also bei Drehung der 4 Himmelsrichtungen um 90° in sich selbst über. Die Kreuzungsbrücken in der Mitte bilden dabei eine lokale Ungenauigkeit, weil sozusagen die West-Ost-Richtung manchmal oberhalb und manchmal unterhalb der Nord-Süd-Richtung verläuft:

Hinweis: Hier werden nur die Kreuze mit jeweils 2 Fahrstreifen für jede Himmelsrichtung gezeigt.